# Adam Neumann
Adam Neumann (Tel Aviv, Israel, 25 de abril de 1979) es un empresario israelí conocido principalmente por ser el fundador de WeWork en 2010 junto a Miguel McKelvey. Fue el director ejecutivo de esta empresa, rebautizada como The We Company, desde su creación hasta 2019.
A pesar de conseguir que WeWork llegará a tener una valoración de 47.000 millones de dólares tuvo que renunciar al cargo de director ejecutivo por las fuertes presiones de la junta directiva cuando estaba a punto de salir a bolsa. En el documento S-1 necesario para la OPV (oferta pública de venta) de la empresa ante la Comisión de Bolsa y Valores, quedaba claro que su valor real estaba muy por debajo de su valor estimado y que Neumann tenía varios conflictos de intereses al ser el propietario de la marca registrada We y de varios edificios alquilados a WeWork.
Es hermano de la modelo Adi Neumann y está casado con la actriz y empresaria Rebekah Paltrow.

## Primeros años y Educación
Adam Neumann nació en Tel Aviv, Israel. Sus padres, médicos de profesión, se divorciaron cuando él tenía 7 años y él vivió junto a su hermana y su madre en varias residencias durante su infancia entre las que se encontraba el kibtuz de Nir Am.  Tras hacer el servicio militar obligatorio en la marina israelí viajó a Nueva York junto a su hermana para comenzar sus estudios empresariales en la Escuela de negocios Zicklin en el Baruch College donde se graduó 15 años más tarde.

## En cultura popular
En la serie WeCrashed (2022) de Apple TV+, Adam Neumann es interpretada por Jared Leto.